# SG Nordring 1949
Die SG Nordring 1949 ist ein deutscher Fußballverein aus dem Berliner Stadtteil Prenzlauer Berg. Der Verein steht in direkter Nachfolge des BFC vom Jahre 1893, welcher zu den Gründungsvereinen des DFB zählt. Heimstätte ist der Tesch-Sportplatz.

## Sektion Fußball
Der älteste Vorgängerverein der heutigen SG Nordring war der BFC vom Jahre 1893 Berlin, der unter anderem 1897/98 in der Meisterschaft des Nordens spielte. Der Club agierte zwischen 1904 und 1907 für drei Spielzeiten in der Meisterschaft des Märkischen Fußball-Bundes, spielte aber neben den Spitzenmannschaften von Norden-Nordwest und Libertas Südost keine herausragende Rolle. Weitere Vorgängervereine waren der BSC Eintracht 01, auch als Eintracht Weißensee bekannt, und der BSC Borussia 02, die 1911 zum BSC Eintracht-Borussia 01  fusionierten.
1918 fusionierte der BFC 1893 vorübergehend mit Normannia 08 Berlin zur Sportvereinigung Normannia vom Jahre 1893. Diese Verbindung hielt lediglich bis 1919. Im Jahre 1933 fusionierte der BFC 1893 mit dem BSC Eintracht-Borussia 01. Der Verein trat seitdem bis Ende des Zweiten Weltkrieges als BSC Eintracht-Borussia vom Jahre 1893 an.
1945 wurde Eintracht-Borussia aufgelöst und als SG Nordring neu gegründet. 1948 firmierte der Verein wieder kurzzeitig unter der Bezeichnung Eintracht-Borussia vom Jahre 1893, mit Gründung der DDR aber wieder als SG Nordring. Eine Rückkehr in den höherklassigen Fußball gelang Nordring nicht mehr. Im Jahr 1958 nahm die SG noch einmal an der ersten Qualifikationsrunde des FDGB-Pokals teil, unterlag aber Chemie Fürstenwalde. In der Folgezeit blieb die SG Nordring im Ostberliner Lokalfußball chancenlos, da die Sportgemeinschaft analog zu Vereinen wie Concordia Wilhelmsruh oder der SG Hohenschönhausen nie über einen Trägerbetrieb verfügte.
Seit der Wende agiert die SG als SG Nordring 1949. Die stets unterklassig spielende Sportgemeinschaft spielte nach dem Abstieg 2016 in der Kreisliga C Berlin, 2019 gelang der Aufstieg in die Kreisliga B.

## Erfolge
- Teilnahme Meisterschaft Märkischer Fußball-Bund: 1904/05 bis 1906/07
- Teilnahme 1. QR: FDGB-Pokal 1958

## Bekannte Spieler
- Hans-Günter Schimmöller